# K League 1 2018
La K League 1 2018 fue la 36a temporada de la división más alta del fútbol en Corea del Sur desde el establecimiento en 1983 como K-League, y la primera temporada con su actual nombre, la K League 1.
Participan 12 equipos: 11 de la edición anterior, y 1 ascendido de la K League Challenge 2017. El Jeonbuk Hyundai Motors es el campeón defensor, habiendo ganado su sexto título.

## Ascensos y descensos
| Pos. | Descendidos de la K League Classic 2017 |
| ---- | --------------------------------------- |
| 12.º | Gwangju FC                              |

| Pos. | Ascendidos de la K League Challenge 2018 |
| ---- | ---------------------------------------- |
| 1.º  | Gyeongnam FC                             |

## Equipos
El club Gwangju FC fue relegado al ocupar la posición 12. Su lugar fue ocupado por Gyeongnam FC, quien ganó su cupo al ocupar la posición 1 de la K League Challenge 2017. El Gyeongnam FC jugó por última vez la categoría en el 2014.
| Club                    | Ciudad    | Propietario / Patrocinador        |
| ----------------------- | --------- | --------------------------------- |
| Daegu FC                | Daegu     | Gobierno de Daegu                 |
| Gangwon FC              | Chuncheon | Gobierno de Gangwon-do            |
| Gyeongnam FC            | Changwon  | Gobierno de Gyeongsangnam-do      |
| Incheon United          | Incheon   | Gobierno de Incheon, Shinhan Bank |
| Jeju United             | Seogwipo  | SK Group                          |
| Jeonbuk Hyundai Motors  | Jeonju    | Hyundai Motor Company             |
| Jeonnam Dragons         | Gwangyang | POSCO                             |
| Pohang Steelers         | Pohang    | POSCO                             |
| Sangju Sangmu           | Sangju    | Korea Armed Forces Athletic Corps |
| FC Seoul                | Seoul     | GS Group                          |
| Suwon Samsung Bluewings | Suwon     | Samsung Electronics               |
| Ulsan Hyundai           | Ulsan     | Hyundai Heavy Industries          |

### Estadios
| Daegu FC                       | Gangwon FC                     | Gyeongnam FC                     | Incheon United               | Jeju United                  | Jeonbuk Hyundai Motors        |
| ------------------------------ | ------------------------------ | -------------------------------- | ---------------------------- | ---------------------------- | ----------------------------- |
| Estadio de Daegu               | Chuncheon Song-am Leports Town | Estadio Changwon Football Center | Estadio de Fútbol de Incheon | Estadio Mundialista de Jeju  | Estadio Mundialista de Jeonju |
| Capacidad: 66,422              | Capacidad: 11,000              | Capacidad: 20,245                | Capacidad: 20,891            | Capacidad: 35,657            | Capacidad: 42,477             |
|                                |                                |                                  |                              |                              |                               |
| Jeonnam Dragons                | Pohang Steelers                | Sangju Sangmu                    | FC Seoul                     | Suwon Samsung Bluewings      | Ulsan Hyundai                 |
| Estadio de Fútbol de Gwangyang | Estadio Steel Yard             | Sangju Civic Stadium             | Estadio Mundialista de Seúl  | Estadio Mundialista de Suwon | Estadio Mundialista de Ulsan  |
| Capacidad: 13,496              | Capacidad: 17,443              | Capacidad: 15,042                | Capacidad: 66,704            | Capacidad: 43,959            | Capacidad: 44,102             |
|                                |                                |                                  |                              |                              |                               |

## Jugadores foráneos
La liga restringe el número de jugadores extranjeros a cuatro por equipo, pudiendo cada club incluir un quinto futbolista foráneo siendo este un jugador de algún país miembro de la AFC.
| Club                    | Jugador 1           | Jugador 2        | Jugador 3      | Jugador Asia         |
| ----------------------- | ------------------- | ---------------- | -------------- | -------------------- |
| Daegu FC                | Caion               | Césinha          | Jean Carlos    |                      |
| Gangwon FC              |                     |                  |                |                      |
| Gyeongnam FC            | Ivan Herceg         | Marcão           | Negueba        | Takahiro Kunimoto    |
| Incheon United          | Elías Aguilar       | Weslley          | Gordan Bunoza  | Connor Chapman       |
| Jeju United             | Magno Cruz          | Roberson         | Tiago Marques  | Aleksandar Jovanović |
| Jeonbuk Hyundai Motors  | Ricardo Lopes       |                  |                |                      |
| Jeonnam Dragons         | Jair                | Wanderson        | Vedran Jugović | Tomislav Mrčela      |
| Pohang Steelers         | Alemão              | Léo Gamalho      |                | Oliver Bozanic       |
| FC Seoul                | Osmar Barba         | Ivan Kovačec     |                |                      |
| Suwon Samsung Bluewings | Cristovam           | Dejan Damjanović | Waguininho     | Matthew Jurman       |
| Ulsan Hyundai           | Richard Windbichler | Mislav Oršić     |                | Yohei Toyoda         |

## Desarrollo

### Clasificación
Corea del Sur(República de Corea) e China(República Populara de China) cuentan con tres(3) plazas de acceso directo a la fase de grupos y uno(1) plaza de acceso al tresiemo tiempo de play-off de la Liga de Campeones de la AFC.
| Pos | Equipos            | PJ | PG | PE | PP | GF | GC | Dif. | Pts. |  |
| --- | ------------------ | -- | -- | -- | -- | -- | -- | ---- | ---- |  |
| 01. | Jeonbuk Motors FC  | 38 | 26 | 08 | 04 | 75 | 31 | +44  | 86   |  |
| 02. | Gyeongnam FC       | 38 | 18 | 1  | 09 | 59 | 44 | +15  | 65   |  |
| 03. | Ulsan Hyundai      | 38 | 17 | 12 | 09 | 61 | 46 | +15  | 63   |  |
| 04. | Pohang Steelers    | 38 | 15 | 09 | 14 | 48 | 49 | -1   | 54   |  |
| 05. | Jeju United        | 38 | 14 | 12 | 12 | 42 | 42 | 0    | 54   |  |
| 06. | Suwon Bluewings FC | 38 | 13 | 11 | 14 | 53 | 54 | -1   | 50   |  |
|     |                    |    |    |    |    |    |    |      |      |  |
| 07. | Daegu FC           | 38 | 14 | 08 | 16 | 47 | 56 | -9   | 50   |  |
| 08. | Gangwon FC         | 38 | 12 | 10 | 16 | 56 | 60 | -4   | 46   |  |
| 09. | Incheon United     | 38 | 10 | 12 | 16 | 55 | 69 | -14  | 42   |  |
| 10. | Sangju Sangmu      | 38 | 10 | 10 | 18 | 41 | 52 | -11  | 40   |  |
| 11. | FC Seoul           | 38 | 09 | 13 | 16 | 40 | 48 | -8   | 40   |  |
| 12. | Jeonnam Dragons    | 38 | 08 | 08 | 22 | 43 | 69 | -26  | 32   |  |

- PJ=Juegos; PG=Victorias; PE=Empates; PP=Derrotas; GF=Goles a favor; GC=Goles en contra; Dif=Diferencia de goles, Pts=Puntos.

Fuente:
|  | Liga de Campeones 2019 (Fase de grupos) |
|  | Liga de Campeones 2019 (Ronda play-off) |
|  | Play-off para la K League 1 2018        |
|  | Descenso a la K League 2 2019           |

### Evolución de la clasificación

#### Jornada 1-33
| Jornada / Equipo           | 1  | 2  | 3  | 4  | 5  | 6  | 7  | 8  | 9  | 10 | 11 | 12 | 13 | 14 | 15 | 16 | 17 | 18 | 19 | 20 | 21 | 22 | 23 | 24 | 25 | 26 | 27 | 28 | 29 | 30 | 31 | 32 | 33 |
| Jornada / Equipo           |    |    |    |    |    |    |    |    |    |    |    |    |    |    |    |    |    |    |    |    |    |    |    |    |    |    |    |    |    |    |    |    |    |
| -------------------------- | -- | -- | -- | -- | -- | -- | -- | -- | -- | -- | -- | -- | -- | -- | -- | -- | -- | -- | -- | -- | -- | -- | -- | -- | -- | -- | -- | -- | -- | -- | -- | -- | -- |
| Jeonbuk Hyundai Motors FC  | 3  | 4  | 4  | 3  | 2  | 1  | 1  | 1  | 1  | 1  | 1  | 1  | 1  | 1  | 1  | 1  | 1  | 1  | 1  | 1  | 1  | 1  | 1  | 1  | 1  | 1  | 1  | 1  | 1  | 1  | 1  | 1  | 1  |
| Gyeongnam FC               | 2  | 2  | 1  | 1  | 1  | 2  | 3  | 3  | 3  | 3  | 3  | 2  | 4  | 5  | 4  | 4  | 2  | 2  | 2  | 2  | 2  | 2  | 2  | 2  | 2  | 2  | 2  | 2  | 2  | 2  | 2  | 2  | 2  |
| Ulsan Hyundai FC           | 11 | 11 | 12 | 12 | 10 | 9  | 7  | 8  | 7  | 7  | 8  | 6  | 6  | 6  | 5  | 5  | 5  | 5  | 5  | 5  | 5  | 4  | 4  | 3  | 3  | 3  | 3  | 3  | 3  | 3  | 3  | 3  | 3  |
| Suwon Samsung Bluewings FC | 8  | 7  | 5  | 5  | 5  | 3  | 2  | 2  | 2  | 2  | 2  | 3  | 2  | 2  | 3  | 2  | 3  | 3  | 3  | 3  | 3  | 3  | 3  | 4  | 4  | 4  | 4  | 4  | 4  | 5  | 5  | 5  | 4  |
| Pohang Steelers            | 1  | 1  | 3  | 2  | 3  | 4  | 4  | 4  | 5  | 6  | 7  | 8  | 7  | 8  | 8  | 9  | 9  | 8  | 7  | 7  | 6  | 6  | 5  | 6  | 5  | 5  | 5  | 5  | 5  | 4  | 4  | 4  | 5  |
| Jeju United FC             | 6  | 10 | 7  | 8  | 8  | 6  | 5  | 6  | 4  | 4  | 4  | 4  | 3  | 3  | 2  | 3  | 4  | 4  | 4  | 4  | 5  | 5  | 8  | 8  | 8  | 8  | 7  | 7  | 8  | 7  | 7  | 6  | 6  |
| Gangwon FC                 | 4  | 3  | 2  | 4  | 4  | 5  | 6  | 5  | 8  | 8  | 5  | 7  | 8  | 7  | 7  | 6  | 6  | 6  | 6  | 6  | 7  | 8  | 7  | 5  | 6  | 6  | 6  | 6  | 6  | 6  | 6  | 7  | 7  |
| Daegu FC                   | 12 | 12 | 11 | 11 | 12 | 12 | 11 | 11 | 12 | 12 | 12 | 12 | 12 | 12 | 12 | 11 | 11 | 11 | 11 | 12 | 10 | 10 | 10 | 10 | 10 | 10 | 9  | 10 | 7  | 7  | 8  | 8  | 8  |
| FC Seoul                   | 6  | 9  | 10 | 10 | 11 | 10 | 10 | 9  | 9  | 9  | 9  | 9  | 9  | 9  | 9  | 8  | 8  | 7  | 8  | 9  | 8  | 7  | 6  | 7  | 7  | 7  | 8  | 8  | 9  | 9  | 9  | 9  | 9  |
| Sangju Sangmu FC           | 10 | 8  | 9  | 9  | 9  | 7  | 8  | 7  | 5  | 6  | 6  | 5  | 5  | 4  | 6  | 7  | 7  | 9  | 9  | 8  | 9  | 9  | 9  | 9  | 9  | 9  | 10 | 9  | 10 | 10 | 10 | 10 | 10 |
| Jeonnam Dragons FC         | 4  | 5  | 8  | 7  | 7  | 11 | 12 | 12 | 10 | 10 | 10 | 10 | 10 | 10 | 10 | 10 | 10 | 10 | 10 | 11 | 12 | 12 | 12 | 11 | 12 | 11 | 11 | 11 | 11 | 11 | 11 | 11 | 11 |
| Incheon United FC          | 8  | 5  | 6  | 6  | 6  | 8  | 9  | 10 | 11 | 11 | 11 | 11 | 11 | 11 | 11 | 12 | 12 | 12 | 12 | 10 | 11 | 11 | 11 | 12 | 11 | 12 | 12 | 12 | 12 | 12 | 12 | 12 | 12 |

#### Jornada 34-38
| Jornada / Equipo           | 34 | 35 | 36 | 37 | 38 |
| Jornada / Equipo           |    |    |    |    |    |
| -------------------------- | -- | -- | -- | -- | -- |
| Jeonbuk Hyundai Motors FC  | 1  | 1  | 1  | 1  | 1  |
| Gyeongnam FC               | 3  | 2  | 2  | 2  | 2  |
| Ulsan Hyundai FC           | 2  | 3  | 3  | 3  | 3  |
| Pohang Steelers            | 5  | 4  | 4  | 4  | 4  |
| Jeju United FC             | 6  | 6  | 6  | 5  | 5  |
| Suwon Samsung Bluewings FC | 4  | 5  | 5  | 6  | 6  |

| Jornada / Equipo  | 34 | 35 | 36 | 37 | 38 |  |
| Jornada / Equipo  |    |    |    |    |    |  |
| ----------------- | -- | -- | -- | -- | -- |  |
| Daegu FC          | 7  | 8  | 7  | 7  | 7  |  |
| Gangwon FC        | 8  | 7  | 8  | 8  | 8  |  |
| Incheon United FC | 12 | 11 | 11 | 10 | 9  |  |
| Sangju Sangmu FC  | 9  | 10 | 10 | 11 | 10 |  |
| FC Seoul          | 10 | 9  | 9  | 9  | 11 |  |
| Jeonnam Dragons   | 11 | 12 | 12 | 12 | 12 |  |

## Resultados

### Jornadas 1–22
| Local \ Visitante | DGU | GWN | GNM | ICU | JJU | JHM | JND | PHS | SJS | SEO | SSB | USH |
| ----------------- | --- | --- | --- | --- | --- | --- | --- | --- | --- | --- | --- | --- |
| Daegu             | —   | 2–1 | 0–2 | 2–1 | 1–4 | 1–3 | 1–1 | 0–1 | 1–2 | 2–2 | 0–2 | 0–2 |
| Gangwon           | 0–3 | —   | 1–3 | 2–1 | 3–1 | 0–2 | 1–1 | 0–0 | 2–1 | 1–1 | 2–3 | 3–3 |
| Gyeongnam         | 1–1 | 0–1 | —   | 3–0 | 2–0 | 0–4 | 3–0 | 2–0 | 3–1 | 0–0 | 2–2 | 0–0 |
| Incheon           | 0–0 | 3–3 | 2–3 | —   | 1–2 | 3–2 | 2–2 | 1–2 | 0–1 | 2–1 | 2–3 | 1–1 |
| Jeju              | 1–2 | 3–5 | 0–0 | 4–2 | —   | 0–1 | 1–0 | 0–0 | 0–0 | 0–0 | 0–1 | 1–1 |
| Jeonbuk           | 2–1 | 3–1 | 0–1 | 3–3 | 1–0 | —   | 3–0 | 0–3 | 1–0 | 2–1 | 2–0 | 2–0 |
| Jeonnam           | 1–1 | 1–4 | 1–3 | 1–3 | 0–3 | 0–0 | —   | 2–3 | 2–0 | 2–1 | 0–2 | 1–2 |
| Pohang            | 3–0 | 0–0 | 2–1 | 0–0 | 0–1 | 0–2 | 3–1 | —   | 0–2 | 0–3 | 1–1 | 2–1 |
| Sangju            | 0–1 | 3–0 | 0–1 | 3–2 | 0–0 | 0–2 | 1–1 | 2–1 | —   | 1–2 | 1–1 | 2–3 |
| Seúl              | 3–0 | 1–2 | 1–2 | 1–1 | 3–0 | 0–4 | 2–1 | 2–1 | 0–0 | —   | 2–1 | 1–1 |
| Suwon             | 2–0 | 2–0 | 3–1 | 5–2 | 2–3 | 0–3 | 1–2 | 1–1 | 2–1 | 0–0 | —   | 0–0 |
| Ulsan             | 2–0 | 3–1 | 1–1 | 2–1 | 0–1 | 0–2 | 1–1 | 2–1 | 0–2 | 1–0 | 1–0 | —   |

### Jornadas 23–33
| Local \ Visitante | DGU | GWN | GNM | ICU | JJU | JHM | JND | PHS | SJS | SEO | SSB | USH |
| ----------------- | --- | --- | --- | --- | --- | --- | --- | --- | --- | --- | --- | --- |
| Daegu             | —   | 2–0 | 2–2 | 1–2 |     |     | 2–1 |     |     |     | 4–2 | 0–2 |
| Gangwon           |     | —   |     | 7–0 |     |     |     | 1–1 | 2–3 | 0–0 | 1–0 |     |
| Gyeongnam         |     | 2–1 | —   |     | 0–1 | 0–2 |     |     | 2–1 | 2–1 |     | 3–3 |
| Incheon           |     |     | 2–2 | —   |     |     | 3–1 |     | 0–0 |     | 0–0 | 3–2 |
| Jeju              | 2–3 | 2–2 |     | 0–0 | —   |     | 1–0 |     |     | 1–0 | 0–0 |     |
| Jeonbuk           | 2–1 | 3–2 |     | 3–2 | 4–0 | —   | 1–0 |     |     |     |     |     |
| Jeonnam           |     | 0–1 | 3–3 |     |     |     | —   | 3–2 |     | 1–0 | 6–4 | 1–0 |
| Pohang            | 2–1 |     | 0–3 | 1–0 | 2–2 | 5–2 |     | —   |     |     |     |     |
| Sangju            | 2–5 |     |     |     | 1–1 | 2–2 | 1–2 | 1–2 | —   |     | 1–2 |     |
| Seúl              | 0–2 |     |     | 1–1 |     | 1–2 |     | 0–1 | 2–2 | —   |     |     |
| Suwon             |     |     | 1–0 |     |     | 0–0 |     | 2–0 |     | 1–2 | —   | 2–2 |
| Ulsan             |     | 2–0 |     |     | 3–2 | 2–2 |     | 2–0 | 4–1 | 4–1 |     | —   |

### Jornadas 34–38
Después de 33 partidos, la liga se divide en dos secciones de seis equipos cada una, con equipos que juegan contra todos los equipos de su sección una vez (en casa o fuera). Las coincidencias exactas se determinan en la tabla de clasificación en el momento de la "división". Si Suwon Samsung Bluewings avanzan a la final de la Liga de las Campeones de AFC 2018, las jornadas 34-38 serán los días 27-28 y 31 de octubre, 24-25 y 28 de noviembre, 1-2 de diciembre de 2018; Otros, 10-11, 24-25 noviembre y 1-2 de diciembre de 2018.

#### Seis primeros
| Local \ Visitante | GNM | JJU | JHM | PHS | SSB | USH |
| ----------------- | --- | --- | --- | --- | --- | --- |
| Gyeongnam         | —   | -   | -   | 1–2 | 2–1 | -   |
| Jeju              | 0–1 | —   | 0–0 | -   | -   | -   |
| Jeonbuk           | -   | 1–1 | —   | -   | 2–0 | 3–1 |
| Pohang            | -   | 1–2 | 1–1 | —   | -   | 1–3 |
| Suwon             | -   | 0–2 | -   | 1–3 | —   | 3–3 |
| Ulsan             | 1–0 | 0–1 | -   | -   | -   | —   |

#### Seis últimos
| Local \ Visitante | DGU | GWN | ICU | JND | SJS | SEO |
| ----------------- | --- | --- | --- | --- | --- | --- |
| Daegu             | —   | -   | -   | -   | 0–0 | 1–1 |
| Gangwon           | 0–1 | —   | 2–3 | 1–0 | -   | -   |
| Incheon           | 0–1 | -   | —   | 3–1 | 2–1 | -   |
| Jeonnam           | 1–2 | -   | -   | —   | 0–1 | -   |
| Sangju            | -   | 0–1 | -   | -   | —   | 1–0 |
| Seúl              | -   | 1–1 | 0–1 | 3–2 | -   | —   |

## Playoff descenso
Se enfrentan el penúltimo de la K League 1 contra el segundo clasificado de la K League 2 en partidos de ida y vuelta. El ganador juega la próxima temporada en la K League 1 2019.
| Equipo 1    | Agr.  | Equipo 2 | Ida   | Vuelta |
| ----------- | ----- | -------- | ----- | ------ |
| Busan IPark | 2 - 4 | FC Seúl  | 1 - 3 | 1 - 1  |

## Campeón
|                                           |
|                                           |
| Campeón Jeonbuk Hyundai Motors 6.º título |